# Baktalórántháza
Baktalórántháza là một thành phố thuộc hạt Szabolcs-Szatmár-Bereg, Hungary. Thành phố này có diện tích 35,25 km², dân số năm 2010 là 4282 người, mật độ 121 người/km².